# Белорусская литература
Белору́сская литерату́ра (бел. Беларуская літаратура) — литература на белорусском языке, либо написанная белорусскими авторами.

## Периодизация белорусской литературы
Белорусская литература условно делится на несколько периодов: «Давняя (древняя) белорусская литература» (XI—XVII века), «Новая белорусская литература» (первая половина XVIII — XIX век), и «Новейшая белорусская литература» (литература от начала XX века). Литература первой половины XVIII века определяется как «Литература переходного периода» — время, когда формировались основы новой поэтики. Литература второй половины XVIII века — первой четверти XIX века именуется как «Литература эпохи Просветительства». Белорусскую литературу с середины 1820-х годов до конца XIX века воодушевляла идея национального возрождения. Романтичный пафос этого этапа предопределяет его название — «Литература эпохи романтизма».

## История

### До XVII века
Белорусская литература сформировалась на общей почве с русской и украинской литературой эпохи Киевской Руси. Литературными образцами этого периода являются «Речь Иоанна Полоцкого» (X век), «Житие преподобной Евфросинии Полоцкой» (конец XII века), «Слова» и поучения Кирилла Туровского.
Процесс обособления белорусской литературы из общерусской пришёлся на XIV—XV века, когда собственная литературная традиция сформировалась в Великом княжестве Литовском. Расцвет наступил в XVI—XVII веках. Западнорусский (в белорусской историографии — старобелорусский) язык был официальным языком Великого княжества Литовского (Статуты ВКЛ 1529, 1566 и 1588 года, полемическая религиозная литература). С начала XVI века белорусские книги стали печататься. Первая печатная книга на старобелорусском языке — «Псалтырь» — была напечатана в Праге в 1517 году Франциском Скориной. Это была первая книга, напечатанная на языке восточнославянской группы кириллическим шрифтом. В XVI и XVII веках под влиянием польской культуры появилась силлабическая поэзия барокко и драматическая школа (Симеон Полоцкий).

### XVIII век — начало XX века
В XVIII веке происходила полонизация привилегированного сословия, и литература на западнорусском языке постепенно пришла в упадок.
Становление белорусской литературы началось в последней четверти XVIII века. В это время была создана первая национальная комедия на белорусском языке — «Комедия» Каэтана Марашевского. Развитие творчества на белорусском языке продолжилось в начале XIX века (сатирические поэмы «Тарас на Парнасе» Константина Вереницына и «Энеида наизнанку» Викентия Ровинского, поэзия Павлюка Багрима, Яна Барщевского, Яна Чечота и Александра Рыпинского. Первым автором, в творчестве которого белорусский язык занял главное место, стал создатель первой белорусской оперы «Идиллия» (1846) Винцент Дунин-Марцинкевич.
Отдельно в белорусской литературе стоит польскоязычное творчество Адама Мицкевича. Его творчество зачастую относят к «белорусской школе» польскоязычной литературы — представители этой школы вслед за Мицкевичем писали на темы жизни белорусского народа, придавая большое внимание фольклору. Влияние Мицкевича прослеживается в творчестве Яна Барщевского, Владислава Сырокомли, Винцента Дунина-Марцинкевича, Франтишка Богушевича.
Во второй половине XIX века начинается эпоха реализма. К этому стилю можно отнести произведения Франтишка Богушевича, Адама Гуриновича и Янки Лучины. Новый этап развития белорусской литературы наступил после революции 1905—1907 годов. В Вильно появились первые газеты на белорусском языке: «Наша Доля» (1906) и «Наша Нива» (1906—1915), вокруг которых образовалось первое сообщество белорусскоязычных писателей (Максим Богданович, Сергей Полуян, Змитрок Бядуля, Максим Горецкий, Ядвигин Ш., Янка Купала, Якуб Колас, Алесь Гарун, Янка Журба, Андрей Зязюля).
Новая белорусская литература имела синкретический характер, соединяла в себе элементы романтизма, реализма, импрессионизма и модернизма. В частности, импрессионизм и символизм в белорусской поэзии представлял Максим Богданович, в прозе — Змитрок Бядуля, романтизм и модернизм в поэзии — Янка Купала. О поэзии Янки Купалы высоко отзывались Максим Горький и Валерий Брюсов, который сделал несколько переводов на русский язык. Одним из первых стал переводить на чешский язык стихи белорусских поэтов Адольф Черный.
Во время Первой мировой войны и провозглашения БНР (1918) в белорусской литературе доминировала тема патриотизма.

### Межвоенное время
В 1920-х годах, после образования БССР (1919), литературная жизнь особенно группировалась вокруг объединений «Маладняк» (1923—1928) и «Узвышша» (1926—1931), издававших одноимённые литературные журналы. Кроме поэтов и прозаиков старшего поколения (Янка Купала, Максим Горецкий, Владислав Голубок, Змитрок Бядуля, Якуб Колас), стали известны поэты Михась Чарот, Владимир Дубовка, Алесь Дудар, прозаики — Тишка Гартный, Михась Зарецкий, Кузьма Чорный.
Белорусская литература развивалась и за пределами БССР — в Западной Белоруссии, Каунасе и Праге (Михась Машара, Пилип Пестрак, Казимир Свояк, Валентин Тавлай, Максим Танк).
В 1934 году был образован Союз писателей БССР, доминирующим направлением в литературе стал социалистический реализм.
Во второй половине 1930-х годов, во время большого террора, погибли многие молодые поэты и писатели: Алесь Дудар, Михась Зарецкий, Тодор Кляшторный, Валерий Моряков и другие. «Чёрной» для белорусской литературы стала ночь с 29 на 30 октября 1937 года, когда были расстреляны 23 молодых поэта. О многих из них оставил воспоминания в книге «Далёкое, но не забытое» (бел. «Далёкае, але не забытае», 1988 год) Павел Прудников, переживший заключение в ГУЛАГе. Репрессированы были также Владислав Голубок, Владимир Дубовка, Лариса Гениюш и многие другие.

### Послевоенное время
После Великой Отечественной войны главными темами белорусской литературы стали военные события, послевоенная деревня: повести Янки Брыля, Ивана Мележа, Ивана Шамякина. Особое место в белорусской литературе занимает творчество поэтов-фронтовиков, в котором раскрываются темы мужества, подвига, жертвы, патриотизма (Алексей Пысин, Аркадий Кулешов). Со второй половины 1960-х годов в белорусской прозе стали подниматься проблемы морального выбора, свободы творчества (Василь Быков, Владимир Короткевич, Андрей Макаёнок, Иван Пташников). Мотивы философской лирики доминируют в поэзии Пимена Панченко.
C конца 1980-х годов в белорусской литературе развивалась тема сталинских репрессий. В произведении Василя Быкова «Знак беды» (бел. «Знак бяды», 1985 год) прослеживается трагическая связь между коллективизацией, репрессиями и положением на фронте. Целиком этой теме посвящены его позднейшие рассказы — «Жёлтый песочек» (бел. «Жоўты пясочак») и другие.
С эпохой «гласности» стали доступны дневники Ларисы Гениюш, в которых запечатлены её лагерные годы. Автобиографический характер носят повести Павла Прудникова «Ежовые рукавицы» (бел. «Яжовыя рукавіцы») и «Северный ад» (бел. «Паўночнае пекла») в книге «За колючей проволокой» (бел. «За калючым дротам», 1993 год). Против сталинизма направлены его поэмы «Таймыр» (бел. «Таймыр») и «Каждый второй» (бел. «Кожны другі»).
Продолжала развиваться белорусская литература в эмиграции (Наталья Арсеньева, Алесь Салавей).

## Современность
Большое влияние на тематику произведений белорусских авторов оказала авария на Чернобыльской АЭС (1986 год). Одной из первых появилась поэма Владимира Некляева «Зона» (1986 год). В 1989 году поэт Сергей Законников написал поэму «Чёрная быль», в 1991 году писатель Иван Пташников опубликовал рассказ «Львы» по мотивам впечатлений от ликвидации последствий аварии на ЧАЭС. Известный белорусский писатель Алесь Адамович опубликовал книгу «Апокалипсис по графику» в 1992 году. Продолжал активно публиковаться Рыгор Бородулин (сб. стихов «Руны Перуновы», «Ксты» и др.). Другой белорусский поэт, Александр Рязанов, широко публиковался в европейских странах, а также выполнял переводы на белорусский язык. Также переводами на белорусский занимается поэт Василий Зуёнок. Поэт Владимир Некляев, возглавлявший с 1998 по 2001 год Союз белорусских писателей, стал в активную оппозицию к власти в Беларуси и несколько лет жил в эмиграции. Длительное время жил за границей и Василь Быков. В 2015 году белорусская писательница Светлана Алексиевич была удостоена Нобелевской премии по литературе.
Согласно данным ЮНЕСКО, по состоянию на 28 августа 2017 года 1409 книг были переведены с белорусского на иностранные языки.

### Литературные объединения
В стране существуют три общереспубликанских союза писателей:
- Союз белорусских писателей — правопреемник СП БССР. Руководитель — прозаик Борис Петрович[10].
- Белорусский литературный союз «Полоцкая ветвь» — создан в 1994 году. Руководитель — писатель, поэт Олег Зайцев.
- Союз писателей Беларуси — создан в 2005 году вышедшими из СБП писателями. Руководитель — Николай Чергинец. Поддерживается государством.

Существуют и другие некоммерческие литературные организации, в том числе действующие на общегосударственном уровне, в частности:
- Белорусский союз литературно-художественных критиков — создан в 1997 году. Руководитель — художественный критик Михаил Борозна.
- Литературно-художественный фонд «Нёман» — создан в 1994 году. Руководитель — писатель Анатолий Кудравец.

С 1989 года существует Белорусский ПЕН-центр, принятый в 1990 году в международный ПЕН-клуб.
В 1995 году в Минске было создано литературное объединение «Бум-Бам-Лит», объединившее молодых белорусских литераторов. В 1993 году было основано региональное литературное объединение «Общество свободных литераторов». Среди других литературных объединений — «Взлёт», «Здешние» и «Литературное предместье».

### Литературные премии
С 1993 года вручаются ежегодная литературная награда «Глиняный Велес» и Премия имени Янки Мавра для молодых писателей.
С 2011 года в Беларуси вручается ежегодная Премия Ежи Гедройца за лучшую книгу на белорусском языке.

## Периодика
Специализированными периодическими литературными изданиями в Беларуси являются газеты «ЛиМ» («Літаратура і мастацтва», с 1932 года), «Слово писателя» (с 2011 года); журналы «Полымя» (с 1922 года), «Нёман» (с 1960 года) , «Маладосць» (с 1953 года), «Дзеяслоў» (с 2002 года) и др.